# Hollywood Private Hospital
Hollywood Private Hospital (Hollywood) est un hôpital situé à Nedlands (Cité de Nedlands) fondé en 1942. Il est le plus grand hôpital privé d'Australie-Occidentale, avec un total de 738 lits. L'hôpital fait partie du Ramsay Health Care Group et compte plus de 700 spécialistes accrédités travaillant dans un large éventail de disciplines, notamment la cardiologie, la gastroentérologie, la médecine générale, la chirurgie générale, l'oncologie, l'orthopédie, les soins palliatifs, la psychiatrie, la réadaptation et l'urologie. Hollywood emploie plus de 2 000 personnes et accueille 70 000 patients chaque année.

## Spécialités
Hollywood offre un large éventail de spécialités dont :
- soins et rééducation des personnes âgées,
- chirurgie bariatrique / obésité,
- cardiologie,
- cardiologie - interventionnelle,
- chirurgie colorectale,
- dermatologie,
- oreille, nez et gorge,
- endocrinologie,
- gastro-entérologie,
- médecine générale,
- chirurgie générale,
- oncologie gynécologique,
- gynécologie,
- hématologie,
- maladies infectieuses,
- neurologie,
- neurochirurgie,
- médecine nucléaire,
- oncologie,
- orthopédie,
- chirurgie pédiatrique,
- Médicament contre la douleur,
- soins palliatifs,
- chirurgie plastique et reconstructive,
- psychiatrie,
- réhabilitation,
- médecine rénale,
- respiratoire,
- rhumatologie,
- urologie et
- chirurgie vasculaire.

## Bâtiment
L'hôpital comprend quatre ailes: l'aile Anne Leach, l'aile Marjorie Brislee, l'aile Vivian Bullwinkel et l'aile Sylvia Perry. Tous les quartiers et unités portent le nom d'Australiens de l'Ouest qui ont reçu la Croix de Victoria et la croix de George :
- Unité Alfred Gaby (Croix de Victoria)
- Charles Pope Ward (Croix de Victoria)
- Quartier Clifford Sadlier (Croix de Victoria)
- Unité Frederick Bell (Croix de Victoria)
- George Gosse Ward (George Cross)
- Henry Murray Ward (Croix de Victoria)
- Hugh Edwards Ward (Croix de Victoria)
- Unité Hugo Throssell (Croix de Victoria)
- Jim Gordon Ward (Croix de Victoria)
- Quartier James Woods (Croix de Victoria)
- John Carroll Ward (Croix de Victoria)
- Lawrence McCarthy Ward (Croix de Victoria)
- Quartier Leon Goldsworthy (George Cross)
- Quartier Leslie Starcevich (Croix de Victoria)
- Quartier Martin O'Meara (Croix de Victoria)
- Quartier Percival Gratwick (Croix de Victoria)
- Quartier Stan Gurney (Croix de Victoria)
- Thomas Axford Ward (Croix de Victoria)
- Mark Donaldson Ward (Croix de Victoria)